# Sövénykúti-patak
A Sövénykúti-patak Bakonysárkánytól délnyugatra ered, Komárom-Esztergom vármegyében. A patak forrásától kezdve délkeleti irányban halad, majd Mórnál eléri a Móri-vizet.
A Sövénykúti-patak vízgazdálkodási szempontból az Észak-Mezőföld és Keleti-Bakony Vízgyűjtő-tervezési alegység működési területéhez tartozik.

## Part menti települések
- Bakonysárkány
- Mór